# Lennox Stewart
Lennox Stewart (* 21. September 1949 in San Fernando; † 17. Juni 2021) war ein trinidadischer Leichtathlet.

## Biografie
Lennox Stewart startete bei den Olympischen Spielen 1972 in München im Wettkampf über 800 Meter. Er schied als Fünfter seines Vorlaufs mit einer Zeit von 1:48,7 Minuten aus. Ein Jahr zuvor hatte er bereits an den Panamerikanischen Spielen teilgenommen.
Seinen größten Erfolg erreichte Stewart bei den Milrose Games, wo er den dominierenden US-Amerikaner Marty Liquori besiegen konnte.
Stewart besuchte die University of North Carolina, wo er ein Bachelorstudium in Pädagogik 1973 abschloss.
Stewart war verheiratet und hatte mit Josh, Jesse und Sean drei Söhne.